# Neum (kommun)
Neum är en kommun i Bosnien och Hercegovina.   Den ligger i entiteten Federationen Bosnien och Hercegovina, i den södra delen av landet, 110 km söder om huvudstaden Sarajevo.